# 彦根お城トンネル
彦根お城トンネル（ひこねおしろトンネル）は滋賀県彦根市にある滋賀県道528号彦根環状線のトンネル。

## 概要
国道8号や国道306号などが繋がる外町交差点は慢性的に渋滞し、通行車両の分散により渋滞の緩和を目指して2010年（平成22年）度から都市計画道路原松原線の彦根市原町 - 古沢町の1.7 kmの整備が進められた。この内、約1.1 kmを占めるのが彦根お城トンネルである。滋賀県内では6番目の延長である。名神高速道路の彦根インターチェンジから平和堂HATOスタジアムや米原方面へ向かう場合はトンネルを使って古沢町交差点経由で向かうよう促す。

## 諸元
- 延長 - 1135 m[3]
- 路線 - 滋賀県道528号彦根環状線[4]
- 車道幅員 - 7500 mm（上下各3250 mm）[3]
- 歩道幅員 - 3500 mm[3]
- 内空断面積 - 73.7 m2[5]

## 沿革
外町交差点での慢性的な渋滞に対して、2003年（平成15年）11月から外町交差点周辺渋滞対策検討委員会が立てられ、渋滞対策の検討を行った。その中で現道拡幅案や立体交差案も挙げられたが、住友大阪セメント彦根工場の跡地を活用したバイパス案が採択された。2010年（平成22年）度に事業が開始。トンネルの本体工事は2018年（平成30年）12月21日に施工業者が戸田建設 - 昭建 - 金子工務店ＪＶに決定した。2019年（平成31年）3月18日に着工。トンネル内舗装工事は桑原組、トンネル内照明工事はノセヨ、放送設備等電気設備工事をきんでん滋賀支店、消火・排水・取水設備等機械設備工事はミゾタ大阪支店が請け負った。2022年（令和4年）3月30日に貫通式が行われた。2022年（令和4年）10月7日にトンネル名称を「彦根お城トンネル」にすると発表。2023年（令和5年）4月1日に市内の中学生が揮毫したトンネル銘板のお披露目会が行われた。2024年（令和6年）12月22日に開通、関係者ら約100人が開通を祝った。